# Graphing Calculator
Graphing Calculator, conosciuto anche come NuCalc, è un software di calcolo grafico molto versatile e orientato alla visualizzazione grafica di "oggetti matematici" quali funzioni scalari, funzioni di variabile complessa, funzioni vettoriali ed equazioni differenziali. Presenta inoltre la potenzialità di visualizzare sezioni 3-dimensionali di oggetti a 4 dimensioni, in pratica iper-sezioni di oggetti fino a 4 dimensioni.